# مور (یوتا)
مور (به انگلیسی: Moore) یک منطقهٔ مسکونی در ایالات متحده آمریکا است که در شهرستان امری، یوتا واقع شده‌است. مور ۳٫۴ کیلومتر مربع مساحت و ۵ نفر جمعیت دارد و ۱٬۹۰۴ متر بالاتر از سطح دریا واقع شده‌است.